# Helicops danieli
Espèce
Helicops danieli  est une espèce de serpents de la famille des Dipsadidae.

## Répartition
Cette espèce est endémique de Colombie.

## Étymologie
Cette espèce est nommée en l'honneur du frère Daniel Gonzalez Patiño (1909–1988).

## Publication originale
- Amaral, 1938 "1937" : Estudo sobre ophidios neotropicos 34. Novas notas sobre a fauna da Colombia e descripcao de uma especie nova de Colubrideo aglypho. Anexos das Memórias do Instituto de Butantan, Secção de Ofiologia, vol. 11, p. 232-240.